# Eleição para governador do Novo México em 2002
A eleição para governador do Novo México em 2002 foi uma eleição para escolher o governador do Novo México.O vencedor da eleição realizada em 2002 exerceu o mandato entre 2003 e 2005.O anterior titular,Gary Johnson foi impedido de competir por já sido ser reeleito na eleição passada (no Novo México os governadores não podem ter mais que dois mandatos consecutivos). O ex-congressista Bill Richardson ganhou a eleição. O Partido Verde lançou o candidato David Bacon, que obteve mais de 5% dos votos. Seu melhor desempenho foi em Santa Fé, onde obteve mais de 11%.
Resultados finais:
| Colocação | Candidato       | Partido     | Votos válidos | %     |
| --------- | --------------- | ----------- | ------------- | ----- |
| 1º        | Bill Richardson | Democrata   | 268.674       | 55,50 |
| 2º        | John Sanchez    | Republicano | 189.090       | 39,10 |
| 3º        | David Bacon     | Verde       | 26.465        | 5,50  |